# Elisabetta De Palo
Elisabetta De Palo (Ravenna, 2 febbraio 1951) è un'attrice italiana.

## Biografia
Attrice italiana di teatro, cinema e televisione, nota al grande pubblico per il ruolo di Mirella Bonelli nella soap opera Vivere, dove è presente fin dal 1999 sino alla fine della soap avvenuta nel 2008.
Tra gli altri suoi lavori, ricordiamo la miniserie TV di Rai 1 Le ragazze di San Frediano, diretta da Vittorio Sindoni, e il film Sweet Sweet Marja, regia di Angelo Frezza, entrambi del 2007. Nel 2008 prende parte alla prima puntata della serie TV Terapia d'urgenza.
Nel 2017 prende parte a Suburra - La serie, prima produzione italiana di Netflix, in cui ha il ruolo della contessa.
Nel 2018 interpreta Elena "Lenù" Greco da anziana nella scena iniziale del primo episodio de L'amica geniale, serie televisiva italo-americana di Saverio Costanzo, tratta dai romanzi di Elena Ferrante; per mantenere la continuità vocale del personaggio Elisabetta De Palo è stata doppiata da Alba Rohrwacher, voce narrante della serie e interprete di Lenù adulta nella quarta stagione.
Nel 2024 interpreta nuovamente Elena "Lenù" Greco da anziana nelle scene finali dell'ultima puntata della quarta serie de L'amica geniale.

## Filmografia
- Fuga dal paradiso, regia di Ettore Pasculli (1989)
- Il caso Bozano, regia di Felice Farina – film TV (1996)
- Vivere, registi vari – soap opera (1999-2008)
- Piccole memorie dimenticate, regia di Italo Zeus (2003)
- Sweet Sweet Marja, regia di Angelo Frezza (2007)
- Le ragazze di San Frediano, regia di Vittorio Sindoni – miniserie TV (2007)
- Terapia d'urgenza – serie TV, episodio 1x01 (2008)
- Solo un padre, regia di Luca Lucini (2008)
- Il bene e il male – serie TV (2009)
- Una sera d'ottobre, regia di Vittorio Sindoni – miniserie TV (2009)
- I soliti idioti - Il film, regia di Enrico Lando (2011)
- Una mamma imperfetta – serie TV e webserie (2013)
- Il Natale della mamma imperfetta, regia di Ivan Cotroneo (2013)
- Grand Hotel, regia di Luca Ribuoli – miniserie TV (2015)
- Perfetti sconosciuti, regia di Paolo Genovese (2016)
- Dad, regia di Marco Maccaferri (2016)
- Di padre in figlia, regia di Riccardo Milani – miniserie TV (2017)
- Ti presento Sofia, regia di Guido Chiesa (2018)
- Suburra - La serie – serie TV (2017-2019)
- School Hacks, regia di Nicola Conversa – sitcom (2018)
- L'amica geniale – serie TV (2018)
- Storia di Nilde, regia di Emanuele Imbucci – docu-drama (2019)
- Carla, regia di Emanuele Imbucci – film biografico (2021)
- Il segno delle donne – documentario Rai Storia (2021)
- Soror, regia di Gabriele Lazzaro (2022)
- Pooh - Un attimo ancora, regia di Nicola Conversa – docufilm (2023)
- La Rosa dell'Istria, regia di Tiziana Aristarco – film TV (2024)
- Un'estate fa, regia di Marta Savina - miniserie TV, episodio 6 (2024)
- Un oggi alla volta, regia di Nicola Conversa (2024)
- L'amica geniale 4 – serie TV (2024)
- Mina Settembre, regia di Tiziana Aristarco – serie TV, episodio 3x10 (2025)

## Teatro
- Maria Urtica, un'infanzia nel '45, diretto da Elisabetta De Palo (2005)
- Scendono le parole suonano le campane, scritto e diretto da Gianni Guardigli (2008)
- Accadde a Farfa, scritto da Dimitri Patrizi (2009)
- Notizie dall'altro mondo, scritto e diretto da Riccardo Reim (2010)
- Zoo di vetro di Tennessee Williams, regia di Salvatore Chiosi (2011)
- Eleuterio e Sempre Tua di Gessica Jurgens, Carlo Jurgens e Riccardo Bàrbera, regia di Giancarlo Fares (2011)
- Notte d'inverno con signora e fantasma, scritto e diretto da Riccardo Reim (2013)

## Doppiatrici italiane
- Alba Rohrwacher in L'amica geniale